# المنطقة الشمالية (محافظة القاهرة)
المنطقة الشمالية، أحد تقسيمات محافظة القاهرة، جمهورية مصر العربية. تضم المنطقة 8 أحياء.

## أحياء المنطقة
- حي الزيتون
- حي الزاوية الحمراء
- حي حدائق القبة
- حي الشرابية
- حي الساحل
- حي شبرا
- حي روض الفرج
- حي الأميرية

## السكان
بلغ عدد سكان المنطقة 1,784,754 نسمة بحسب التعداد التقديري لسنة 2010.

## المساحة
تبلغ مساحة المنطقة الإجمالية 60.80 كم²، والمساحة المأهولة تساوي 21.64 كم².

## أهم معالم المنطقة

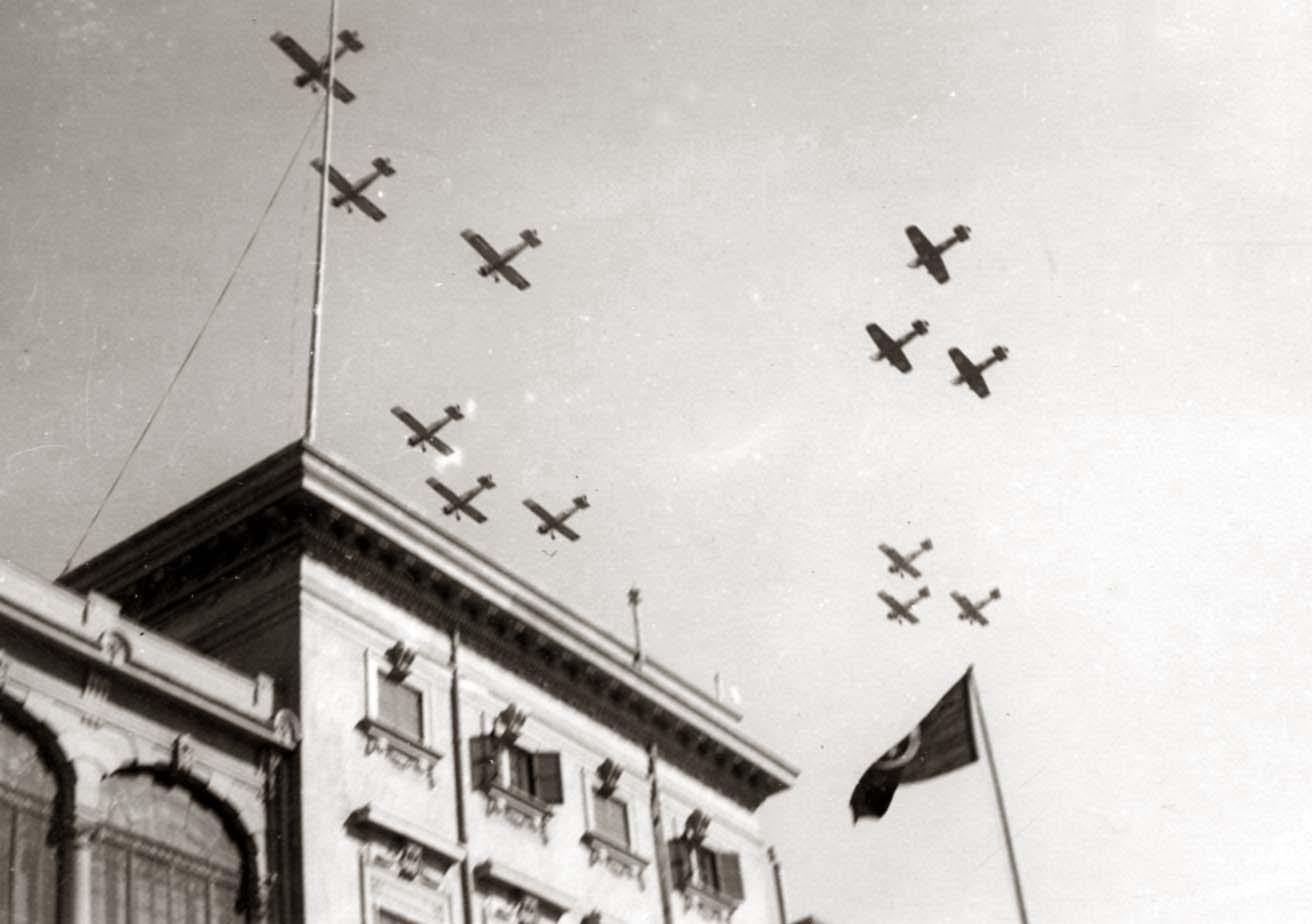
قصر الطاهرة
قصر القبة
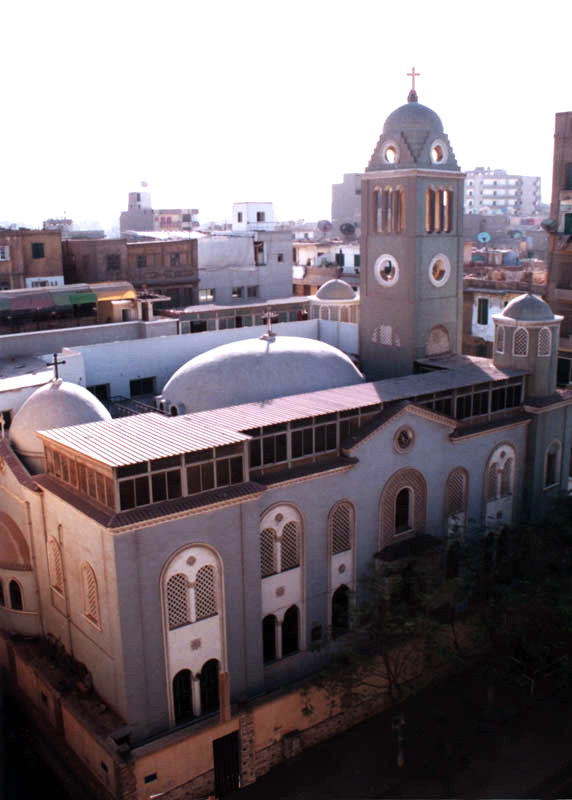
كنيسة العذراء مريم بمسرة
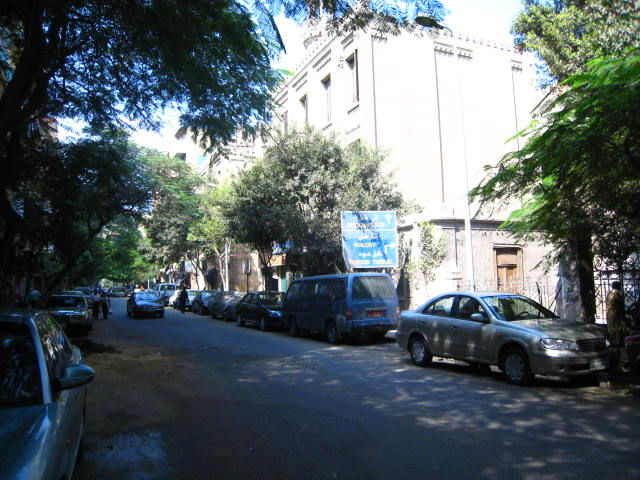
شارع شيكولاني بشبرا
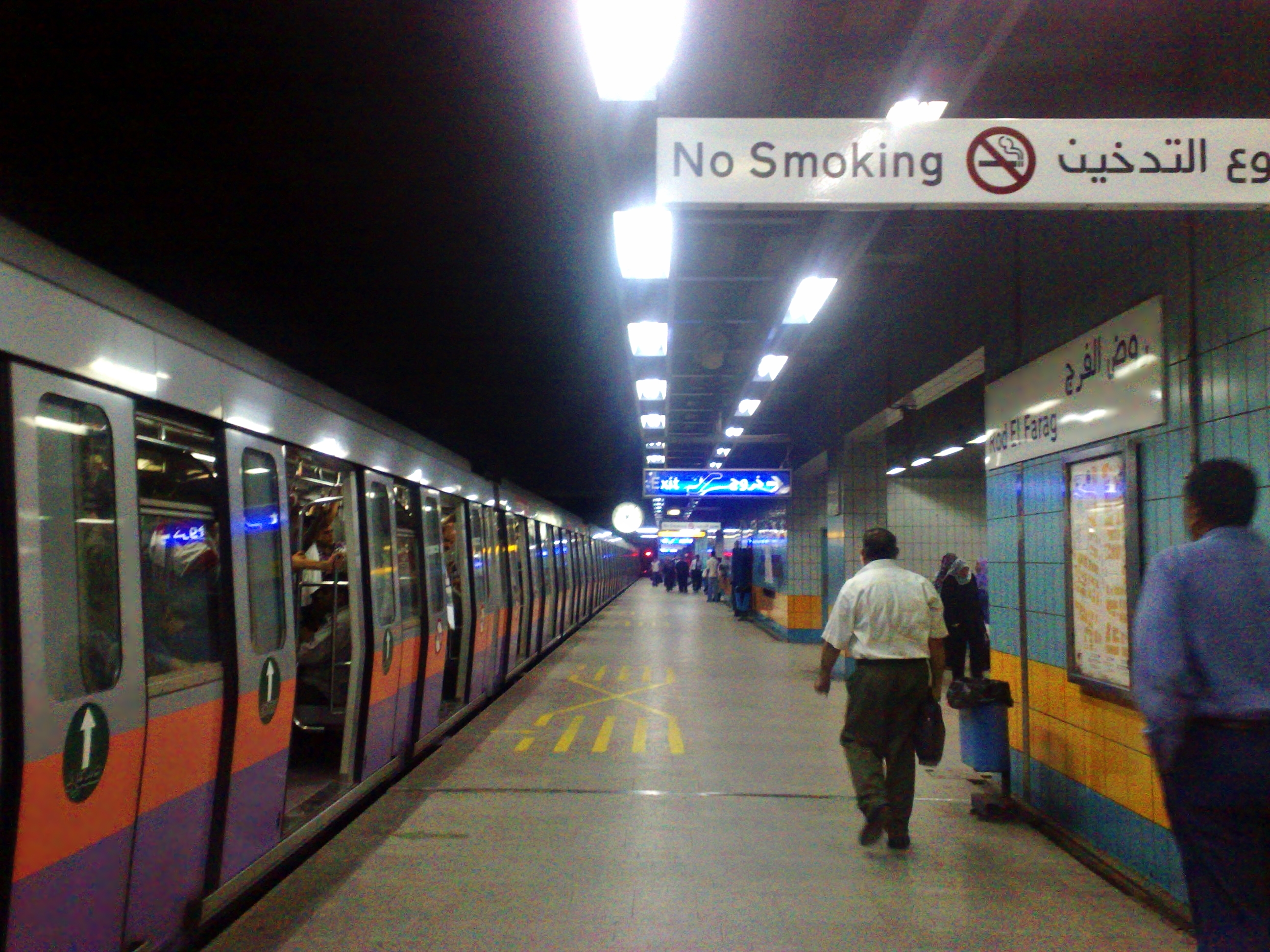
محطة مترو روض الفرج